# ريو كوباياشي
ريو كوباياشي (باليابانية: 小林 亮) (مواليد 12 سبتمبر 1982)، هو لاعب كرة قدم ياباني سابق كان يلعب كمدافع.

## وصلات خارجية
- ريو كوباياشي على موقع رابطة كرة القدم اليابانية للمحترفين (اليابانية)
- ريو كوباياشي على موقع قاعدة بيانات كرة القدم.إي يو (الإنجليزية)
- ريو كوباياشي على موقع Soccerway.com (الإنجليزية)
- ريو كوباياشي على موقع عالم كرة القدم.نت (الإنجليزية)
- ريو كوباياشي على موقع كووورة